# Czerwieńczyce

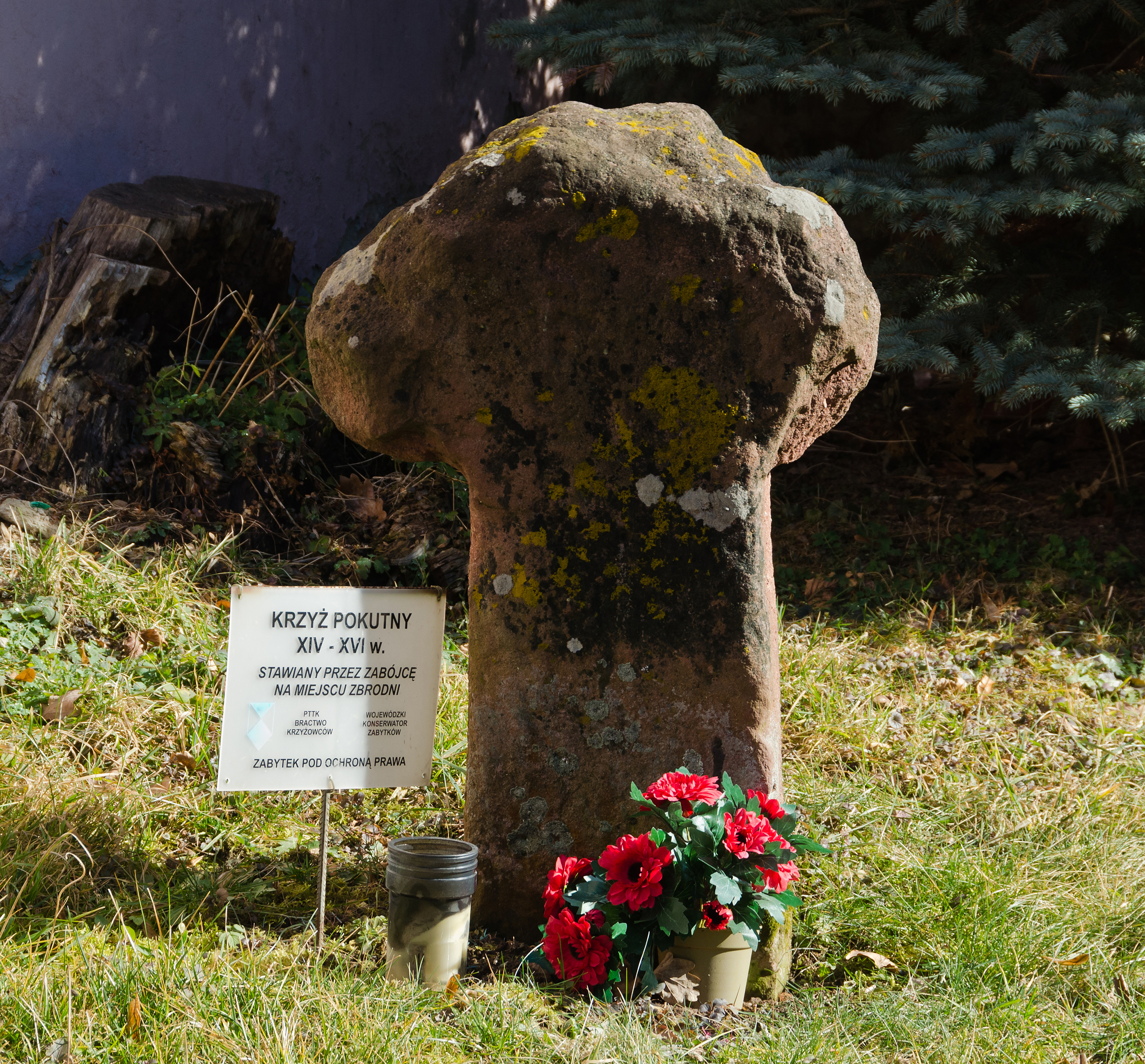
Stary monolitowy krzyż kamienny w Czerwieńczycach

Czerwieńczyce (niem. Rothwaltersdorf) – wieś w Polsce położona w województwie dolnośląskim, w powiecie kłodzkim, w gminie Nowa Ruda.

## Położenie
Czerwieńczyce to długa wieś łańcuchowa leżąca na granicy Gór Bardzkich, Sowich i Garbu Dzikowca, na terenie Wzgórz Włodzickich, na wysokości 360–420 m n.p.m.

## Podział administracyjny
W latach 1975–1998 miejscowość administracyjnie należała do województwa wałbrzyskiego.

## Historia
Powstanie Czerwieńczyc datuje się na pierwszą połowę XIV wieku. Miejscowość powstała na prawie niemieckim, jako wieś łanów leśnych. Bardzo wcześnie, bo już w 1347 r. istniał tu kościół, a przekazy, z 1364 r. mówią o istnieniu folwarku liczącego 3 łany gruntów. W owym czasie Czerwieńczyce należały do rodziny Panewitz. W roku 1394 jako pana tych gruntów wymieniano Ticzko Panewitza, a funkcje proboszcza sprawował niejaki Johan. Zapewne bliskość złóż srebra w niedaleko położonej Srebrnej Górze sprawiła, że wieś rozwijała się bardzo dynamicznie. Według zapisków z 1414 r. wynika, że bracia Nikolai i Henricus de Maltwitz, pochodzący z Czerwieńczyc, ufundowali ołtarz na rzecz kościoła w Bożkowie. W XV w. wieś posiadała już młyn wodny, karczmę i kuźnię, w tym też czasie, zaczęto tu wypalać węgiel drzewny. XV-wieczne przekazy mówią także o istnieniu wolnego sędziostwa należącego do Martina Czenkera, liczącego 1,5 łana gruntów, oraz o zamku sędziowskim., który w rzeczywistości stanowił obszerny dwór. W drugiej połowie XVI w. część wsi należała do Kathariny Zischwitz, natomiast w XVII w. właścicielem okolicznych terenów był cesarski lekarz Caspar Jäschke. Znaczącym okresem w historii wsi był czas wojny trzydziestoletniej. Działania wojenne ze względu na położenie miejscowości były tu nad wyraz intensywne. Zapewne na skutek zniszczeń wieś mocno zubożała, zlikwidowano lokalną parafię, przekształcając Czerwieńczyce w filię parafii bożkowskiej. W tym czasie mieszkało tu 28 kmieci i 3 zagrodników, a także powstał folwark Obersdorf należący do Georga Possa. W 1646 r. do wsi wkroczył 4000 oddział szwedzkich żołnierzy, pod dowództwem generała Douglasa. Podczas ataku spłonął miejscowy zamek oraz 115 osób, które szukały w nim schronienia. Po inwazji Czerwieńczyce weszły na długo w skład dóbr bożkowskich. Właścicielem stał się hrabia von Götzen, a wartość wsi oszacowano na 5000 talarów. W niedługim czasie majątek ten przejął wielki posiadacz ziemski Anton Alexander von Magnis. W 1782 r. wieś liczyła 95 domów, 3 folwarki, 3 młyny wodne. Funkcjonowała tu szkoła i kamieniołom oraz mieszkało 19 kmieci, 69 zagrodników i chałupników, wśród których było 12 rzemieślników i 4 handlarzy. Status wsi wzrósł także dzięki strategicznemu traktowi wiodącemu w kierunku Srebrnej Góry. Czwartego czerwca 1807 r. doszło w okolicach wsi do potyczki wojsk francuskich dowodzonych przez gen. Charles’a Lefebvre’a-Desnouettes z korpusem hrabiego von Götzena. W wyniku starcia poległo około 130 żołnierzy. W 1825 r. do zasobów wsi weszły dwa browary, olejarnia, oraz wapiennik wytwarzający 1800 szefli wapna. Funkcjonowały 24 warsztaty tkające wełnę, a wieś należała do zasobniejszych w okolicy. Od 1853 r. zaczęła działać kopalnia węgla kamiennego „Neue Frischau” należąca do hrabiego Antona von Magnisa. W 1898 r. kopalnia przeszła w skład zespołu kopalnianego Nowej Rudy.
Po 1945 r. wieś miała nadal charakter rolniczy, jednak wraz z rozwojem przemysłu nastąpiła restrukturyzacja i większość mieszkańców znalazła zatrudnienie w okolicznych zakładach przemysłowych. W 1978 roku było tu 97 gospodarstw rolnych, w 1988 roku ich liczba zmalała do 53.

## Zabytki
Według rejestru zabytków Narodowego Instytutu Dziedzictwa na listę zabytków wpisany jest obiekt:
- Kościół św. Bartłomieja w Czerwieńczycach, filialny z XV w. We wnętrzu świątyni zachowało się barokowe wyposażenie: ołtarz główny, ambona, kamienna chrzcielnica, ołtarze boczne, figury świętych i obrazy Drogi Krzyżowej[5]. Najstarszym elementem wyposażenia jest figura Matki Bożej z Dzieciątkiem z 1683 roku[5].

Inne zabytki:
- zespół zabudowań dworskich z XIX wieku, z wieżą z XVI wieku, położony w dolnej części miejscowości[4],
- liczne domy z XVIII i XIX wieku[4],
- kilka kapliczek i krzyży przydrożnych z XVIII i XIX wieku[4].
- monolitowy kamienny krzyż na cmentarzu przykościelnym, prawdopodobnie upamiętniający wspomniane wyżej tragiczne wydarzenia z okresu wojny trzydziestoletniej (śmierć w płomieniach 115 mieszkańców wsi)[7]

## Turystyka
- Przez Czerwieńczyce przebiega  Główny Szlak Sudecki ze Ścinawki Średniej na Przełęcz Srebrną[5].